# Joan-Josep Tharrats
Joan-Josep Tharrats i Vidal (Gerona, 5 de marzo de 1918 - Barcelona, 4 de julio de 2001) fue un pintor, teórico del arte y editor español. Es tío del dibujante Tha y el guionista Joan Tharrats.

## Biografía
Hijo de Josep Tharrats i Vilà, en 1932 se trasladó a Béziers hasta 1935, cuando volvió a Barcelona para estudiar en la Escuela Massana. La guerra civil española interrumpió sus estudios hasta 1942, que recomenzó su actividad artística. 
Inicialmente influido por el impresionismo, evolucionó hacia el arte abstracto por influencia de Piet Mondrian y Vasily Kandinsky. En 1946 utilizaba como material papeles recortados, manchas y pegamentos. En 1947 conoció en el Instituto Francés de Barcelona a los artistas y escritores Arnau Puig, Joan Ponç, Modest Cuixart, Antoni Tàpies y Joan Brossa, con los cuales fundó el grupo Dau al Set, organizando exposiciones, actividades culturales y editando la revista Dau al Set. 
Expuso individualmente por primera vez en 1949 en las Galerías El Jardín de Barcelona, y desde entonces llegó a ser uno de los pintores catalanes más conocidos internacionalmente. Desde 1954 expuso regularmente en la Sala Gaspar de Barcelona, así como en 1955 en Estocolmo y Nueva York, en 1959 en la V Bienal de São Paulo y en las Bienales de Venecia de 1960 y 1964. En 1966 fundó la Asociación de Artistas Actuales.
Fue uno de los pioneros del vanguardismo catalán de la posguerra. Evolucionó desde una abstracción lineal de influencia surrealista en su etapa de Dau al Set, hacia un informalismo de textura rica, color abundante y grafía libre. En su universo mágico las formas fluctúan libremente. Tuvo una versión propia de las técnicas de estampación (maculaturas) que le permitieron conseguir creaciones fantasiosas. También hizo carteles, ilustró libros e hizo murales, vitrales, mosaicos, joyas y escenografías de ópera (Spleen de 1984).
En 1983 recibió la Premio Creu de Sant Jordi de la Generalidad de Cataluña y en 1994 el Premio Nacional de Artes Plásticas del Ministerio de Cultura de España, ingresando ese mismo año en la Real Academia de Bellas Artes de Sant Jordi.

## Libros
- Antoni Tàpies o el Dau Modern de Versalles (1950)
- Artistas españoles en el ballet (1950)
- Picasso i els artistes catalans en el ballet (1982)
- Dames de tots colors (1992)
- Joan Josep Tharrats i la seva època (1999)

## Artículos
- Rufino Tamayo: Setanta anys de creació artística. Sabadell: 1992. Quadern, número 83, pàgines 48-49.
- Joan-Josep de la Santa Creu. Sabadell: 1994. Quadern, número 94, pàgines 344-345.